# ミスミソウ
ミスミソウ（三角草、学名：Hepatica nobilis）とは、キンポウゲ科ミスミソウ属の多年草。学名の「Hepatica」のギリシャ語の語源は肝臓で、3つに分かれた葉の形、肝臓に似ていることからこの名がついた。雪の下でも常緑であることからユキワリソウ（雪割草）の名でも知られる。イチリンソウ属のAnemone hepatica L.とされることもある。

## 特徴
北半球の温帯に自生し、日本では本州中部以西から九州にかけて分布する多年草。落葉樹林の林床や崖などに生育し、石灰岩地域に多い。葉は常緑であり、雪の下でも緑を保っている。雪の積もりにくい急傾斜地で冬越しすることは、常緑の植物としては、有利であるはず。根出葉は三裂し、裂片の形が三角形で先端は鈍頭のものをミスミソウ、円頭になるものをスハマソウとするが、中間形もあって区別しにくいこともある。３月の終わり頃から４月にかけ、地下茎から高さ10～15cmの花茎を出し、頂端に１つの花を咲かせる。顎片のように見えるのは茎葉であり、花弁のように見えるのが顎片であって、花弁はない。花弁のように見える顎片の数は６～10と変異があり、色は大平洋側では白色であるが、日本海側、ヨーロッパでは薄く青・紫・赤などを帯びるものがあり、美しい。山間地に多く生育する。葉は常緑で三角形に近く三つに分かれている。
花弁のように見えるのは6から8個の萼片で、色は白、紫、ピンク色などがあり、雄蕊の色も同様で、その組み合わせは多様である。
栽培も盛んで、八重咲きや覆輪花の品種も作出されている。

## 薬用
中世ヨーロッパでは、葉の形が肝臓を連想させることから肝臓の病気の治療に用いられた。現在ではにきび、気管支炎、痛風などの治療に用いられることがある。

## 主な変種
- オオミスミソウ
- スハマソウ　など